# Sh2-9
Sh2-9 è una nebulosa a emissione e a riflessione visibile nella costellazione dello Scorpione.
Si osserva nella parte nordoccidentale della costellazione ed è visibile nelle foto a lunga esposizione pochi gradi a nordovest della stella σ Scorpii, che essendo di magnitudine 2,91 è perfettamente visibile anche ad occhio nudo a nordovest di Antares. La sua posizione nell'emisfero australe fa sì che dalle latitudini boreali appaia relativamente poco alta sull'orizzonte meridionale, ad eccezione della fascia tropicale. Il periodo più indicato per la sua osservazione nel cielo della sera ricade fra maggio e settembre.
Sh2-9 è una nebulosa piuttosto estesa che riflette la radiazione azzurra di σ Scorpii, una stella multipla la cui componente principale è una gigante blu variabile pulsante di corto periodo e oscillazioni dell'ordine di 0,06 magnitudini; questa stella produce anche un fronte di ionizzazione che fa brillare la nube anche in maniera autonoma. La parte più luminosa coincide con il grande arco di gas ionizzato, che riceve la radiazione maggiore a causa della sua vicinanza alla stella; le regioni più distanti invece ricevono una radiazione sufficiente per renderle luminose, ma non così intensa da produrre ionizzazione, limitandosi così a riflettere la luce bluastra di σ Scorpii. Questo gas è probabilmente un residuo della grande nube molecolare da cui si è formata l'associazione di Antares (Sco OB2), una brillante associazione OB comprendente le stelle azzurre situate a nord dello Scorpione, facente a sua volta parte della grande Associazione Scorpius-Centaurus, l'associazione OB più vicina al sistema solare. La distanza della nube, coerentemente con quella media dell'associazione Sco OB2, è stimata attorno ai 200 parsec (circa 650 anni luce).